# Eurycyde curvata
Eurycyde curvata is een zeespin uit de familie Ascorhynchidae. De soort behoort tot het geslacht Eurycyde. Eurycyde curvata werd in 1979 voor het eerst wetenschappelijk beschreven door Child. 